# Azhikode South
Azhikode South è una suddivisione dell'India, classificata come census town, di 23.948 abitanti, situata nel distretto di Kannur, nello stato federato del Kerala. In base al numero di abitanti la città rientra nella classe III (da 20.000 a 49.999 persone).

## Geografia fisica
La città è situata a 11° 54' 27 N e 75° 20' 41 E.

## Società

### Evoluzione demografica
Al censimento del 2001 la popolazione di Azhikode South assommava a 23.948 persone, delle quali 11.267 maschi e 12.681 femmine. I bambini di età inferiore o uguale ai sei anni assommavano a 2.573, dei quali 1.328 maschi e 1.245 femmine. Infine, coloro che erano in grado di saper almeno leggere e scrivere erano 20.538, dei quali 9.756 maschi e 10.782 femmine.